# Сибирь, Сибирь…
«Сибирь, Сибирь…» — научно-популярная книга писателя Валентина Распутина. Первоначально она была опубликована на русском языке в 1991 году издательством «Молодая Гвардия». Второе и третье издания появились в 2000 и 2006 годах, в которых книга была переведена на английский язык.
«Сибирь, Сибирь…» является и экскурсией в историю региона, и обличительным голосом против промышленного развития и инфраструктурных проектов, что Распутин рассматривает как вредительство не только в природном регионе и сельском хозяйстве, но и в моральном упадничестве нации.

## Сюжет
Книга состоит из нескольких разделов, которые посвящены конкретным регионам Сибири: городу Тобольску, озеру Байкал, городу Иркутску, Алтаю и Кяхте. Распутин описывает жизнь людей XVIII—XIX веков в изолированных общинах на Русском Устье с архаичными обычаями и диалектами.

## Переводы на иностранные языки
Английский перевод Маргарет Винкхел и Джеральд Миккелсон был опубликован Северо-Западным университетом в 1996 году.

## Награды
- В 2010 году Валентин Распутин получил Премию Правительства РФ за книгу «Сибирь, Сибирь…»[1].
- Третье издание книги, выполненное издательством «Издатель Сапронов», было отмечено в 2007 году на московской книжной ярмарке — в номинации «Русский литературный»[2].